# Grup Warrawoona
El Grup Warrawoona és una unitat geològica a l'Austràlia Occidental que conté fòssils de cèl·lules de cianobacteris. Datades entre fa 3525 i 3426 milions d'anys, aquestes microestructures, trobades en sílex arqueà, es consideren el registre geològic més antic conegut de vida a la Terra.

## Descripció
El crató de Pilbara Oriental (també conegut com East Pilbara Granite Greenstone Terrane; crató de pedra verda de granit de Pilbara Oriental), d'una antiguitat d'entre 3530 i 3165 milions d'anys, representa el nucli antic del crató de Pilbara de l'Arqueà. El crató, que té fins a 3720 milions d'anys, l'edat màxima del qual està documentada per zircons heretats del magmatisme àcid i que va existir des de fa 3720 fins a 2830 milions d'anys (aleshores cobert per sediments de la conca de Hammersley des de fa 2780 milions d'anys), va créixer a través de tres esdeveniments diapírics del mantell (tectònica vertical) que van tenir lloc entre 3530 i 3430, 3350 i 3290, i 3270 i 3240 milions d'anys.
Com a resultat del diapirisme del mantell, el Supergrup Pilbara, volcanosedimentari supracrustal, es va dipositar sobre el sòcol anivellat entre fa 3530 i 3000 milions d'anys, una seqüència predominantment basàltica d'aproximadament 20.000 metres de gruix que es pot dividir en quatre cicles separats per discordància. Fa 3200 milions d'anys, la fusió del mantell i la generació associada de magmes TTG a l'escorça inferior ja havien conduït a la formació d'un continent aflorant i no subductor.
La base del Supergrup de Pilbara està formada pel «Grup Warrawoona», d'aproximadament 12.000 metres de gruix, que es va formar entre fa 3525 i 3426 milions d'anys. Consisteix principalment en laves en coixí toleïtiques i komatiïtiques riques en magnesi i komatiïtes peridotítiques, amb tufs subordinats, capes de sílex, minerals bandejats i sediments clàstics. Les roques es van formar durant diversos cicles volcànics ultramàfics, màfics i àcids.
El Supergrup de Pilbara representa la seqüència basàltica autòctona més antiga i ben conservada de la Terra, que només ha experimentat una deformació i metamorfosi moderades. Els dipòsits eren predominantment submarins, amb l'excepció de la Formació de Dresser, que es va dipositar a poca profunditat marina o eòlicament (reconeixible per les arrugues i les esquerdes de dessecació), i la Formació de Panorama a poca profunditat marina.
Els fòssils d'aquest grup van ser descoberts per Arthur Hugh Hickman el 1983 a Warrawoona (21° 42′ S, 118° 0′ E / 21.700°S,118.000°E) una regió del crató de Pilbara, a la part nord de la província de Pilbara. Aquests fòssils són els cianobacteris més antics del registre fòssil, que daten de fa 3465 milions d'anys. En el passat es va discutir si els fòssils eren autèntics o no, ja que no es podien descartar processos abiòtics. Actualment es creu que els fòssils són d'origen biològic, però no hi ha proves concloents d'organismes fossilitzats a la formació, i si les línies de la roca són estromatòlits fossilitzats.
Les roques també inclouen roques volcàniques fèlsiques.

## Tectònica
El crató de Pilbara Oriental representa una estructura clàssica de cúpula i quilla, caracteritzada per afloraments de granit ovalats, d'una amplada mitjana de 60 km, amb cinturons de pedra verda deprimits, semblants a una quilla, intercalats. Com que no s'evidencien repeticions estratigràfiques, es pot descartar la tectònica d'empenta. Més aviat, és probable que l'estructura observada avui s'hagi format essencialment per un aixecament regional general al voltant de 3460 milions d'anys BP, seguit de moviments convectius al voltant de 3320 i 3240 milions d'anys BP.
Dels quatre esdeveniments principals de tectonització al crató, dues fases van ocórrer durant la deposició del Grup Warrawoona. La primera fase de deformació (D1) va coincidir amb el magmatisme de la Supersuite de Callina , mentre que la segona fase de deformació (D2) es pot correlacionar amb la Supersuite de Tambina (de 3458 a 3420 milions d'anys BP). A més del simple desplaçament de la estratificació i el plegament generalitzat, el Grup Warrawoona també es va plegar de manera estreta, d'isoclinal a capgirada durant la deformació D1. Durant la deformació D2 més feble, es va produir una major inclinació, foliació en pirofil·lites de gra fi i l'incipient bombament exterior del Granit de Shaw.

## Troballes fòssils
El 1983, Arthur Hugh Hickman va descobrir microestructures al sílex de chert, prop de Warrawoona, que daten d'aproximadament 3.465 milions d'anys. Aquest descobriment va ser interpretat per James William Schopf el 1993 com a cianobacteris. Això els convertiria en els fòssils més antics del registre fòssil. Tanmateix, no tots els experts comparteixen aquest punt de vista, ja que també és possible una formació abiològica de les estructures. Martin Brasier i els seus col·legues (2004) consideren que les estructures són formacions químicohidrotermals. Encara està pendent una decisió final en l'anomenat debat Schopf-Brasier.
Wacey, Saunders, Brasier i Kilburn van informar recentment del descobriment de pel·lícules microbianes laminades i riques en carboni sobre grans de pirita als gresos basals de la formació de Strelley Pool (3426 a 3350 milions d'anys BP), que es troba sota el basalt i és només lleugerament més jove però ja forma part del Grup Kelly. Aquesta és la primera evidència de reaccions d'oxidació microbiana en aigües poc profundes, en què formes reduïdes de ferro i sofre van actuar com a donants d'electrons.
Els suposadament estromatòlits més antics provenen de la Formació Dresser, d'aproximadament 3490 milions d'anys d'antiguitat. Van créixer en un complex de caldera envoltat de falles de creixement, que estava travessat a la seva base per una extensa xarxa de venes hidrotermals.